# Powstanie w Paryżu w 1834
Powstanie w Paryżu w 1834 – bunt przeciwko władzy Ludwika Filipa i nierównościom społecznym, zorganizowany przez Stowarzyszenie Praw Człowieka i inne nielegalne organizacje karbonarskie działające w Paryżu. Wpisywał się w dłuższą falę wystąpień określanych w literaturze zbiorowo jako powstania tkaczy w Lyonie.

## Tajne stowarzyszenia
Mimo nieudanego powstania w 1832 roku Francja pozostała jednym z silniejszych europejskich ośrodków ruchu karbonarskiego i tajnych stowarzyszeń. Zarejestrowane jako różnego rodzaju stowarzyszenia charytatywne lub kluby dyskusyjne dla studentów i robotników, tajne ugrupowania propagowały idee lewicowe wśród studentów i, w większym niż przed 1832 rokiem, wśród robotników. W związku z tym 10 kwietnia 1834 rząd zdecydował się na zaostrzenie represji wobec stowarzyszeń całkowicie nielegalnych i zwiększenie kontroli nad zarejestrowanymi. Według uchwalonej w tym dniu ustawy zdelegalizowano stowarzyszenia podzielone na komórki liczące mniej niż 20 osób, stowarzyszenia głoszące ustrój republikański, głosowanie powszechne i grupy otwarcie wspierające robotników przeciw pracodawcom. Osoby podejrzane o uczestnictwo w tego rodzaju ugrupowaniach miały być sądzone przez trybunały karne, a nie sądy przysięgłych.
Największym półlegalnym stowarzyszeniem działającym w stolicy (i na mniejszą skalę na prowincji) było Société des droits de l'homme – Stowarzyszenie Praw Człowieka z przywódcami Philippe'em Buonarrottim i Godefroyem Cavaignakiem. Prowadziło ono szeroką kampanię propagandową, opierając swój program na konstytucji jakobińskiej z 1793 r. W odróżnieniu jednak od wcześniejszych tajnych ugrupowań akcent położony został nie na republikańską formę ustroju państwowego, lecz na walkę z nierównościami społecznymi. Program stowarzyszenia zawierał nawet żądanie oddania zakładów pracy pod kontrolę robotniczą.
Stowarzyszenie Praw Człowieka współpracowało z innymi organizacjami karbonarskimi w Europie i planowało przeprowadzenie rewolucji na skalę całego kontynentu, rozpoczętej w Paryżu. Komitet Centralny ugrupowania nie był jednak zgodny co do terminu wybuchu – czołowi karbonarzy nie chcieli nowej masakry jak w 1832 r. i zalecali zwłokę. Stowarzyszenie było jednak zdominowane przez radykalnych aktywistów, którzy chcieli organizować powstanie jak najszybciej. Ostatecznym sygnałem bojowym stał się kolejny protest robotniczy w Lyonie.

## Wybuch i przebieg walk
W dniach 9-13 kwietnia Lyon po raz drugi w czasie monarchii lipcowej stał się areną gwałtownym starć między robotnikami przemysłu tkackiego a wojskiem, co całkowicie zaskoczyło republikanów. Usiłowali oni wcześniej, przez swojego posłańca – robotnika nazwiskiem Albert, zniechęcić kierownictwo nielegalnych lyońskich organizacji robotniczych od organizacji skazanego na klęskę protestu zbrojnego, i byli przekonani o skuteczności tych działań. Na wieść o rozruchach, 10 kwietnia, rząd Adolfa Thiersa zarządził aresztowanie 150 republikanów stanowiących przywództwo ruchu, zamknął gazetę lewicową La Tribune i zgromadził w Paryżu 40 tys. wojska pod wodzą generała Bugeaud. Ci republikanie, którzy pozostali na wolności, podzielili się na dwa obozy: jedni chcieli walczyć mimo trudności, inni zrezygnowali. Ci pierwsi 13 kwietnia 1834 postawili szereg barykad na ulicach miasta.
Ponownie centrum powstańczym okazała się przeludniona, średniowieczna dzielnica Hal oraz sąsiadująca z nią dzielnica Św. Dionizego. Robotnicy i studenci ufortyfikowali szereg wąskich uliczek, jednak w porównaniu z powstaniem sprzed dwóch lat byli o wiele słabsi liczebnie, jak i pod względem uzbrojenia. Nie było też, obecnego w 1832, masowego akcesu przypadkowych ludzi z biednych dzielnic do szeregów powstańczych. Jeszcze tego samego dnia padł szereg izolowanych lub słabszych barykad i obszar działania powstańców ograniczył się do przyczółków obronnych na ulicach Ours, Maubée, Geffroy-l'Angevin, Aubry-le-Boucher, Beaubourg i Transnonain.

## Masakra na ulicy Transnonain

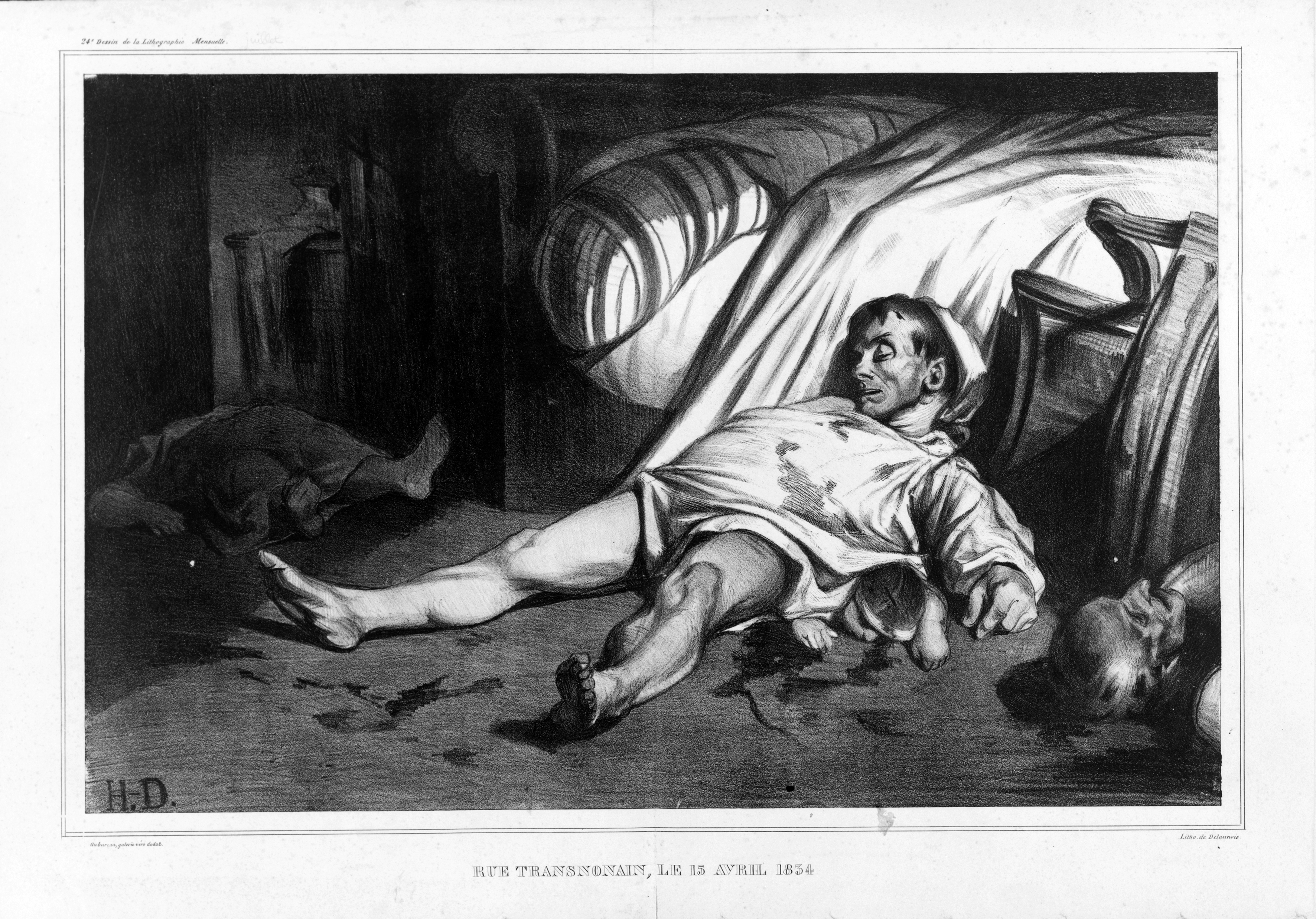
Litografia Daumiera Rue Transnonain

Około południa 14 kwietnia ostatnia barykada broniła się na ulicy Transnonain. W przerwie między kolejnym szturmami w stronę żołnierzy został oddany pojedynczy strzał, prawdopodobnie z kamienicy pod numerem 12 (strzelca nie udało się bezspornie ustalić). Rozwścieczeni długim oporem barykady, żołnierze zaatakowali ten dom i wymordowali znajdujących się na jego terenie cywilów – łącznie kilkadziesiąt osób. Tragedia ta została uwieczniona dzięki litografii Massacre de la rue Transnonain Honoré Daumiera, który stworzył swój szkic bezpośrednio na miejscu wydarzenia. Osoby zamordowane przez żołnierzy nie miały nic wspólnego z powstańcami, którzy zresztą wykorzystali moment odstąpienia żołnierzy od oblężenia barykady na ucieczkę.
Po stłumieniu powstania krewni ofiar domagali się od rządu odszkodowań lub przynajmniej dokładnego śledztwa w tej sprawie. Rząd Thiersa początkowo zaprzeczał, jakoby masakra w ogóle miała miejsce, sugerując, że jest to antypaństwowa prowokacja republikanów. Rosnąca liczba świadków i zeznania kilkorga ocalałych z rzezi zmusiły jednak Thiersa do przyznania, że doszło mordu na cywilach. Wydarzenie to stało się początkiem złej sławy jego i gen. Bugeaud, kosztowało Thiersa poważną część popularności i pośrednio przyczyniło się do upadku jego gabinetu.

## Konsekwencje
Chociaż, w odróżnieniu od roku 1832, Ludwik Filip zapowiadał łagodne potraktowanie uczestników walk, około 2 tysięcy osób zostało aresztowanych w związku z powstaniem, zaś w samym Paryżu 164 powstańcom postawiono zarzuty karne i sądzono w jedenastomiesięcznym procesie przed Sądem Najwyższym. Dalsze osoby zostały skazane na więzienie za sianie propagandy, mimo braku udowodnionego udziału w samych zamieszkach. Wszyscy oskarżeni zostali uznani za winnych i skazani na wyroki więzienia lub deportację, jednak część z nich uciekła podkopem z Więzienia Luksemburskiego, zaś reszta została uwolniona dzięki amnestii z okazji zaślubin syna króla. Objęła ona także większość tych powstańców z 1832, którzy znajdowali się w więzieniach.
Konsekwencją powstania było również przegłosowanie przez parlament kolejnych ustaw wzmacniających kontrolę nad społeczeństwem: prawa zwiększającego liczbę żołnierzy do 360 tys. oraz poszerzenie kompetencji wojska w zakresie tłumienia rozruchów.